# Energetyka słoneczna na Ukrainie

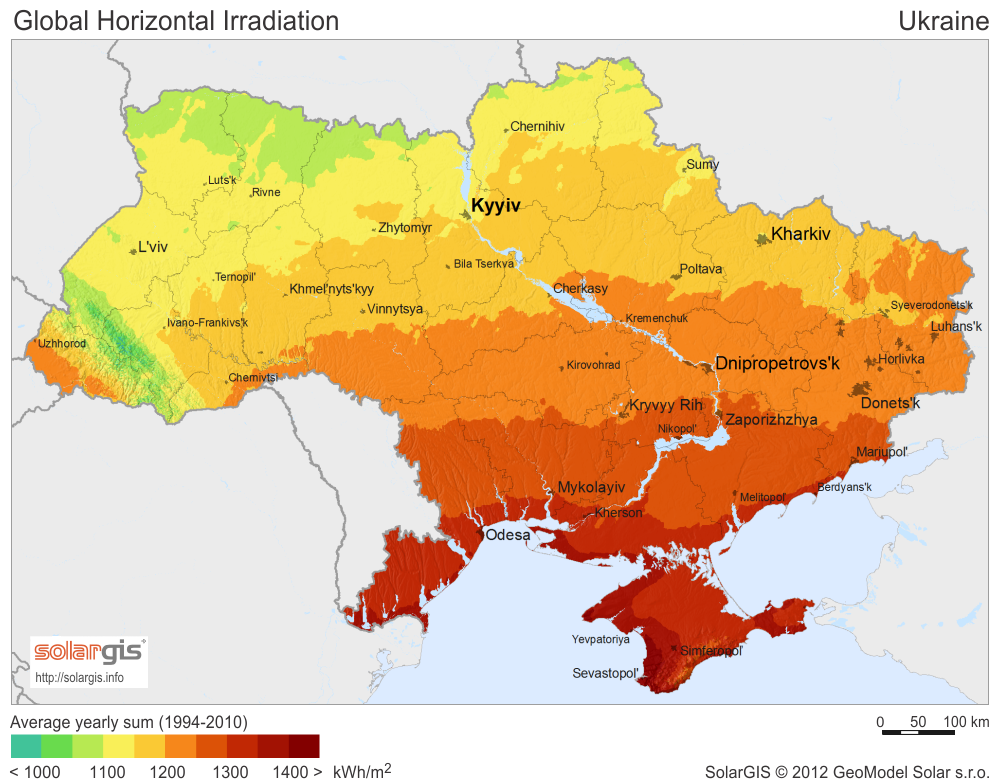
Średnie nasłonecznienie na Ukrainie w latach 1994-2010. SolarGIS 2012

Energetyka słoneczna na Ukrainie – opiera się na fotowoltaice i/lub słonecznej energii cieplnej. W 2011 roku 90% energii elektrycznej było wytwarzane z węgla i uranu. W celu ograniczenia tego udziału, Ukraina przyjęła system taryf gwarantowanych (FIT), których poziom jest jednym z najwyższych na świecie: 5,0509 UAH (0,46 euro) za kWh. Fakt ten może budzić wątpliwości, biorąc pod uwagę wysoki, z europejskiej perspektywy, poziom nasłonecznienia. Przy końcu 2011 roku powstał w tym kraju największy w Europie park solarny o mocy 100 MW w Perowem na Krymie.

## Farmy solarne
| Nazwa                               | MW    |
| ----------------------------------- | ----- |
| Park Solarny Ochotnykowe na Krymie  | 82,65 |
| Park Solarny Perowe na Krymie       | 100   |
| Park Solarny Starokozacze k. Odessy | 42,95 |

## Fotowoltaika
- 407,9 MWp - znajduje się na okupowanym terytorium Krymu

| Rok  | Suma mocy zainstalowanej (MWp) | Moc zainstalowana (MWp) | Produkcja energii (GWh) |
| ---- | ------------------------------ | ----------------------- | ----------------------- |
| 2010 | 3                              | 3                       |                         |
| 2011 | 196                            | 193                     |                         |
| 2012 | 326                            | 130                     |                         |
| 2013 | 616                            | 290                     |                         |
| 2014 | 411                            | 71                      |                         |
| 2015 | 432                            | 20                      |                         |
| 2016 | 568                            | 99                      |                         |
| 2017 | 742                            | 211                     |                         |